# Mogadouro (freguesia)
A Freguesia de Mogadouro foi uma freguesia portuguesa do Município de Mogadouro que tinha 48,73 km² de área e 3 549 habitantes (2011), e, por isso, uma densidade populacional de 72,8 hab/km².
Foi extinta (agregada) pela reorganização administrativa de 2012/2013, tendo o seu território sido agregado ao das freguesias de Valverde, Vale de Porco e Vilar de Rei para criar a Freguesia de Mogadouro, Valverde, Vale de Porco e Vilar de Rei.

## População
★ Nos anos de 1890 a 1930 tinha anexada a freguesia de Figueira. Pelo decreto lei nº 27.424, de 31/12/1936, Figueira passou a fazer parte desta freguesia

| Totais e grupos etários | Totais e grupos etários | Totais e grupos etários | Totais e grupos etários | Totais e grupos etários | Totais e grupos etários | Totais e grupos etários | Totais e grupos etários | Totais e grupos etários | Totais e grupos etários | Totais e grupos etários | Totais e grupos etários | Totais e grupos etários | Totais e grupos etários | Totais e grupos etários | Totais e grupos etários |
| ----------------------- | ----------------------- | ----------------------- | ----------------------- | ----------------------- | ----------------------- | ----------------------- | ----------------------- | ----------------------- | ----------------------- | ----------------------- | ----------------------- | ----------------------- | ----------------------- | ----------------------- | ----------------------- |
|                         | 1864                    | 1878                    | 1890                    | 1900                    | 1911                    | 1920                    | 1930                    | 1940                    | 1950                    | 1960                    | 1970                    | 1981                    | 1991                    | 2001                    | 2011                    |
|                         | 1 208                   | 1 426                   | 1 599                   | 1 773                   | 1 626                   | 1 532                   | 2 002                   | 2 035                   | 2 106                   | 2 090                   | 1 780                   | 2 805                   | 2 994                   | 3 638                   | 3 549                   |
| i)                      |                         |                         |                         |                         |                         |                         |                         |                         |                         |                         |                         |                         |                         | 600                     | 476                     |
| ii)                     |                         |                         |                         |                         |                         |                         |                         |                         |                         |                         |                         |                         |                         | 562                     | 398                     |
| iii)                    |                         |                         |                         |                         |                         |                         |                         |                         |                         |                         |                         |                         |                         | 1 967                   | 1 967                   |
| iv)                     |                         |                         |                         |                         |                         |                         |                         |                         |                         |                         |                         |                         |                         | 509                     | 708                     |

```
i)
 0 aos 14 anos;
 ii)
 15 aos 24 anos; 
iii)
 25 aos 64 anos; 
iv)
 65 e mais anos	
```

### População por povoação (2011)
- Mogadouro- 3256 habitantes
- Zava- 203 habitantes
- Figueira- 64 habitantes

## Aldeias
A Freguesia de Mogadouro era composta por três povoações:
- Figueira
- Mogadouro
- Zava

## Património
- Castelo de Mogadouro
- Igreja do Convento de São Francisco de Mogadouro
- Pelourinho de Mogadouro